# Варварино (Наро-Фоминский район)
Варварино — деревня в Наро-Фоминском районе Московской области, входит в состав сельского поселения Волчёнковское. Численность постоянного населения по Всероссийской переписи 2010 года — 2 человека, в деревне числятся 6 улиц и 3 садовых товарищества. До 2006 года Варварино входило в состав Назарьевского сельского округа.
Деревня расположена в юго-западной части района, на левом берегу реки Исьма, примерно в 7 км к востоку от города Верея, высота центра над уровнем моря 170 м. Ближайшие населённые пункты — Акишево и Василисино — в 1,5 км на юго-восток и Женаткино в 1,2 км на восток.